# Kielanowice
Kielanowice – część miasta Tuchowa (SIMC 0982517), w województwie małopolskim, w powiecie tarnowskim. Do 1954 samodzielna wieś.
Leżą w południowo-wschodniej części miasta, głównie w okolicy ul. Ryglickiej, nad rzeką Szwedką. Mają charakter wsi rozporoszonej.
Kielanowice stanowiły do 1934 gminę jednostkową w powiecie tarnowskim; 1 sierpnia 1934 stały się gromadą nowo utworzonej zbiorowej gminy Tuchów, wraz z miejscowościami Burzyn, Dąbrówka Tuchowska, Garbek, Jodłówka Tuchowska, Karwodrza, Lichwin, Lubaszowa, Łękawka, Łowczów, Meszna Opacka, Meszna Szlachecka, Piotrkowice, Trzemesna i Zabłędza.
Po wojnie stanowiły jedną z 15 gromad gminy Tuchów
W związku z reformą znoszącą gminy jesienią 1954 roku, Kielanowice włączono do Tuchowa.